# Дьячков, Евгений Николаевич
Евге́ний Никола́евич Дьячко́в (род. 9 октября 1975; Йошкар-Ола, СССР) — российский футболист, защитник.

## Карьера
Воспитанник ДЮСШ Йошкар-Олы, первый тренер — Анатолий Подойников. Футбольную карьеру начинал в составе местной «Дружбы» в 1992 году. Сезон 1997 года провёл в ульяновской «Волге». В 1998 году подписал контракт с «Рубином». Сезон 2002 года начинал в «КАМАЗе». С лета 2002 года по лето 2004 года защищал цвета «Луча-Энергии», после чего пополнил ряды «Нефтехимика». В 2005 году перешёл в «Спартак-МЖК». В 2007 году пополнил ряды «Рязани». В 2009 году по приглашению Роберта Евдокимова перешёл в «СОЮЗ-Газпром». В 2011 году защищал цвета «Металлург-Кузбасса». В 2012—2014 годах выступал за «Зенит-Ижевск», в котором завершил карьеру.

## Достижения
- Бронзовый призёр Первого дивизиона: 2000
- Победитель Второго дивизиона (2): 2003 (зона «Восток»), 2006 (зона «Центр»)
- Бронзовый призёр зоны «Урал-Поволжье» Второго дивизиона (2): 2009, 2010